# Ústí nad Labem (vùng)
Vùng Ústí nad Labem (tiếng Séc: Ústecký kraj, tiếng Đức Aussig) là một vùng của Cộng hòa Séc nằm ở tây bắc của vùng lịch cử Bohemia, giáp biên giới với bang Sachsen của Đức. Tên vùng được đặt theo tên thủ phủ. Vùng này có dân số là 820.789 người (thời điểm tháng 1 năm 2019), diện tích là 5335 km2. Thủ phủ vùng đóng tại thành phố Ústí nad Labem.
Điểm cao nhất nằm ở Macecha có độ cao 1.113 mét (3.652 ft)

## Các quận

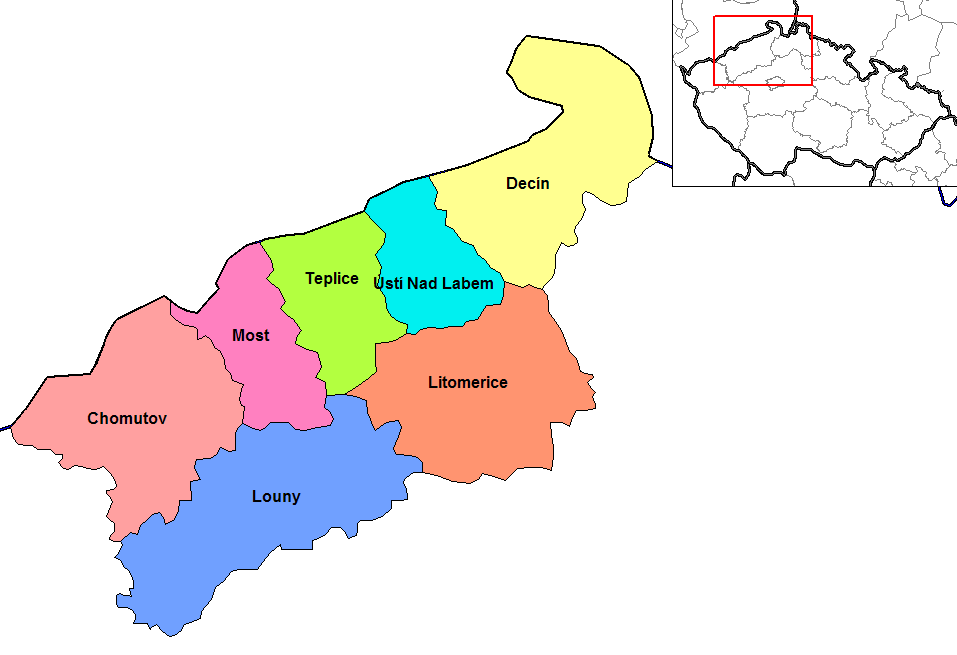
Các quận của vùng Ústí nad Labem

## Nhân khẩu
- Czech: 92.12%
- Slovak: 2.71%
- German: 1.25%
- Romani: 0.23%
- Polish: 0.2%
- Moravian: 0.13%
- Other: 3.45%

## Thành phố và thị xã
- Bílina
- Česká Kamenice
- Děčín
- Chomutov
- Jirkov
- Kadaň
- Louny
- Lovosice
- Litoměřice
- Litvínov
- Most
- Roudnice nad Labem
- Rumburk
- Štětí
- Teplice
- Terezín
- Ústí nad Labem
- Varnsdorf
- Žatec